# Electra (группа)
Эле́ктра (Electra, первоначально Electra-Combo) — рок-группа из Дрездена, созданная в ГДР в 1969 году студентами Высшей музыкальной школы Карла Марии фон Вебера. В настоящее время (2010) — одна из старейших профессиональных рок-групп Германии, продолжающая концертные выступления.

## История группы

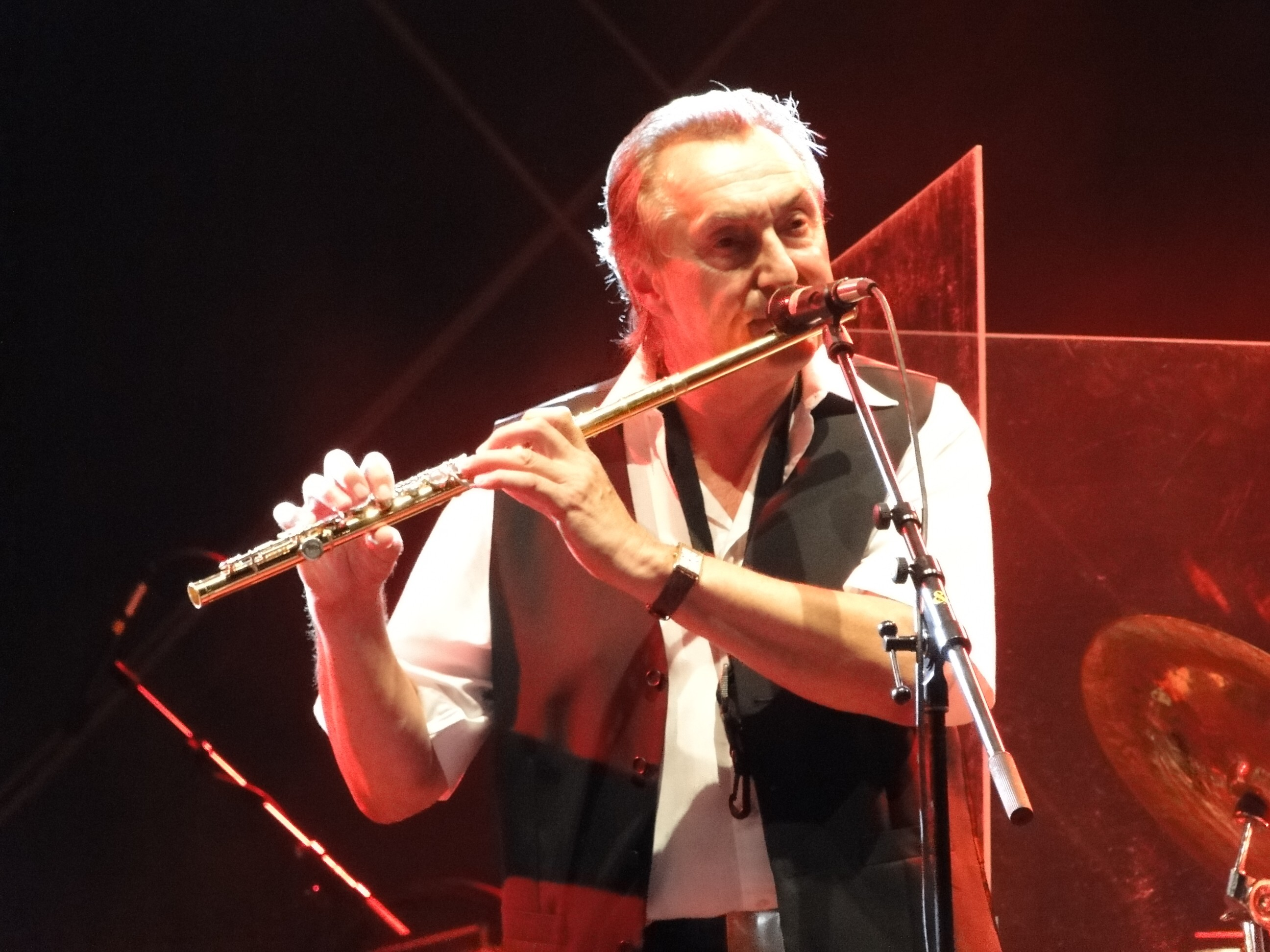
Бернд Ауст — один из основателей группы (2009)

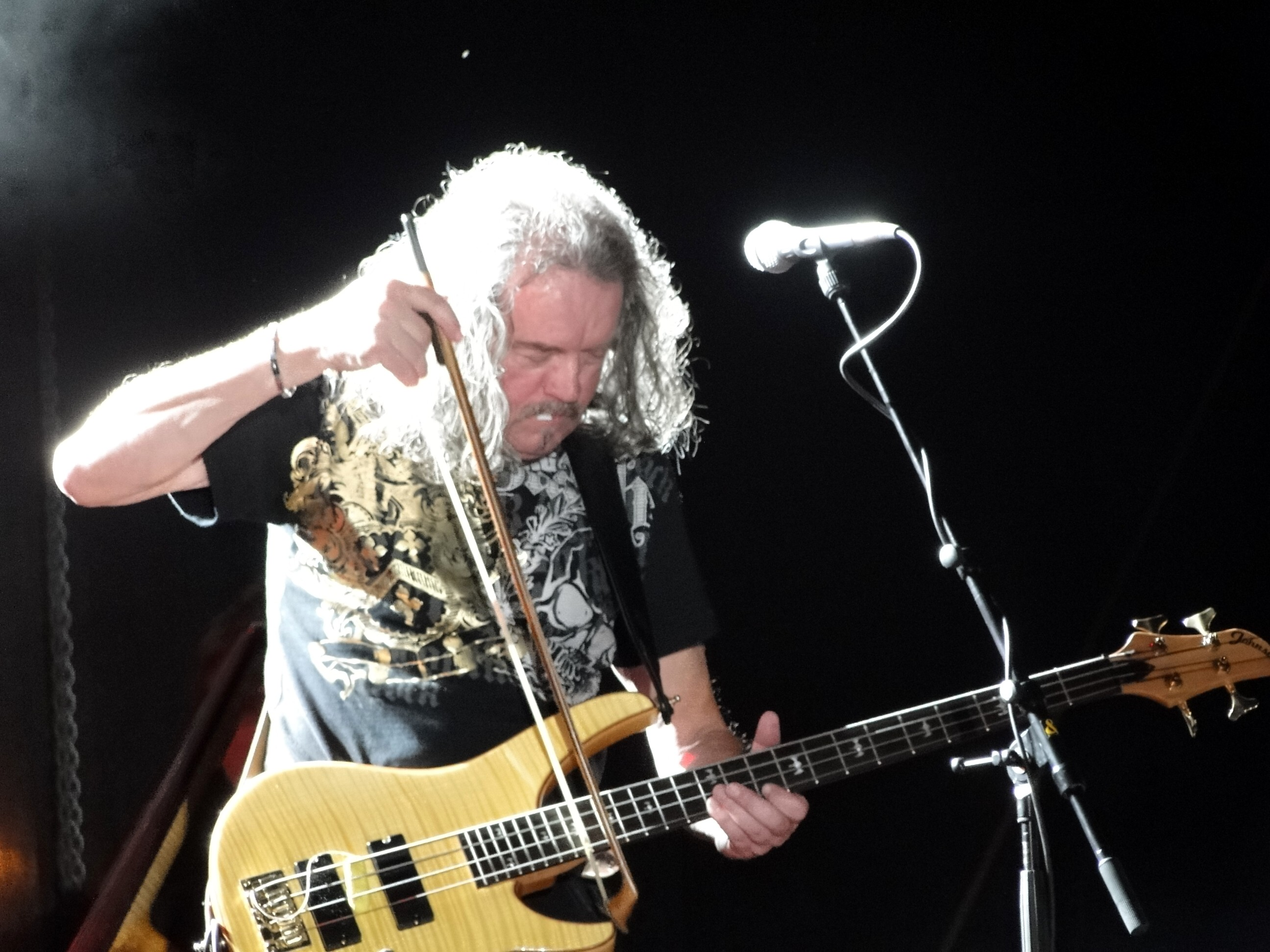
Вольфганг Ридель — бас-гитарист группы (2009)

С первоначальным названием Electra-Combo группа была создана в 1969 году студентами Высшей музыкальной школы имени Карла Марии фон Вебера в составе Бернд Ауст (саксофон), Вольфганг Ридель (бас-гитара), Петер Людевиг (ударные, вокал), Карл-Хайнц Рингель (клавишные) и Эккехард Бергер (гитара). Начинала группа с выступлений на концертных площадках Дрездена и округи с песнями групп The Beatles и The Beach Boys. В дальнейшем с группой стал работать известный поэт Курт Деммлер (Kurt Demmler). Первой песней группы, записанной на радио, стала битловская You're Going to Lose That Girl с немецким текстом и названием So soll es immer sein. За три года существования электры собственных произведений, написанных участниками группы (Б. Аустом, П. Людевиком и пришедшими позже П. Зандкаулером и Х. Доханецом), было создано порядка тридцати. С 1972 года группа записывалась на сборных LP фирмы грамзаписи Amiga в серии Нallo и на синглах молодёжного радио ГДР — DT64, а в 1974 году вышла их первая долгоиграющая пластинка «Electra-Combo» c девятью собственными  песнями на стихи  Курта Деммлера в исполнении Петера Людевига и пришедшего в группу в 1971 году Штефана Трепте (в том же 1971 году в группу пришли новые гитарист и клавишник — Петер Зандкаулер и Ханс Петер Доханец). В записи LP принимал участие хор Герда Михаэлиса (Gerd Michaelis Chor). При общей коммерческой неудаче альбома, некоторые из песен (как пример, песня Das kommt, weil deine Seele brennt) остаются хитами электры до настоящего времени (2010).

## Дискография

### Альбомы
- 1974: Electra-Combo (Amiga)
- 1976: Adaptionen (Amiga)
- 1980: electra 3 (Amiga)

1974 год. Первый альбом группы «Electra-Combo» с автографами музыкантов

- 1980: Die Sixtinische Madonna (Amiga)
- 1981: Ein Tag, wie eine Brücke (Amiga)
- 1985: Augen der Sehnsucht (Amiga)
- 1987: Tausend und ein Gefühl (Amiga)
- 1992: Rock aus Deutschland Ost Vol. 17
- 1996: Die Hits (Ariola)
- 1999: Sachsendreier live (совместно с саксонскими рок-группами Stern-Combo Meißen и Lift)
- 2001: Electra Live in Concert
- 2002: 33 Jahre electra
- 2004: Der aufrechte Gang (запись 1989 года)
- 2004: electra — Die Alben (8-CD-бокс)
- 2004: Tritt ein in den Dom (специальное издание в пользу восстановления дрезденской Фрауэнкирхе)
- 2007: Sachsendreier live — die Zweite (совместно с группами Stern-Combo Meißen и Lift)
- 2009: 40 Jahre electra Klassik

### DVD
- 2004: 35 Jahre electra
- 2009: 40 Jahre electra Klassik (BuschFunk)